# 琴浦町

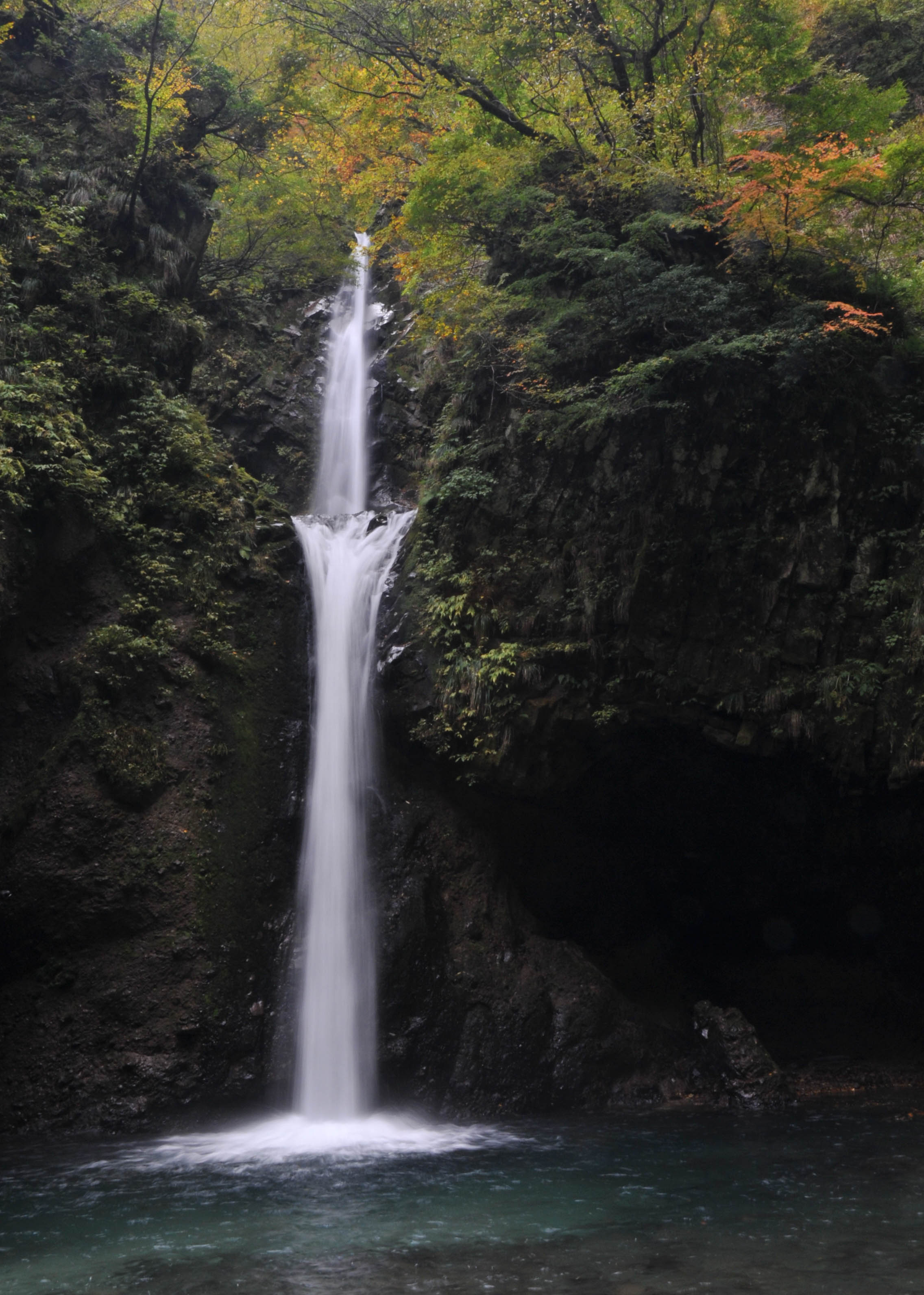
大山滝

琴浦町（ことうらちょう）は、鳥取県の中部に位置する町である。日本海側は商工業地域、中部は農業地帯、南部は大山滝や船上山などがある中山間地となっている。東伯郡に属す。

## 地理
日本海に面する。
- 山：船上山、勝田ヶ山、甲ヶ山、矢筈ヶ山、烏ヶ山、飯盛山
- 河川：加勢蛇川、勝田川、尾張川、黒川、矢筈川、八橋川、洗川、野田川、今田川

### 隣接している自治体
- 倉吉市
- 東伯郡：北栄町
- 西伯郡：大山町
- 日野郡：江府町

## 歴史
東伯郡の東伯町と赤碕町が2004年9月1日に合併して誕生した。なお、琴浦町の町名は、かつて海岸一帯が「琴ノ浦」と呼ばれていたことに由来する。
町内に奈良時代前期の斎尾廃寺跡があることから、かつてはこの地に有力な勢力があったと思われる。また、出雲文化圏の東の端にあたり、日本海側気候で豪雪地帯となっている。
- 2004年（平成16年）9月1日 - 東伯町・赤碕町が合併して発足[2]。
- 2005年（平成17年）
  - 4月 - 町の花・木・魚の制定。
  - 9月 - 町歌「輝く未来へ」披露[3]。

## 行政
町長
- 福本まり子（2022年2月1日 - 前町議会議員）

### 歴代町長
- 町長職務執行者：田中満雄（2004年9月1日 - 2004年9月30日、前赤碕町長）
- 初代：米田義人（2004年10月1日 - 任期途中辞職、前東伯町長）
- 2代：田中満雄（2006年2月1日 - 2014年1月31日　前助役）
- 3代：山下一郎（2014年2月1日 - 2018年1月31日（2期）[4]前副町長）
- 4代：小松弘明（2018年2月1日 - 2022年1月31日（1期）、前副町長)

### 庁舎

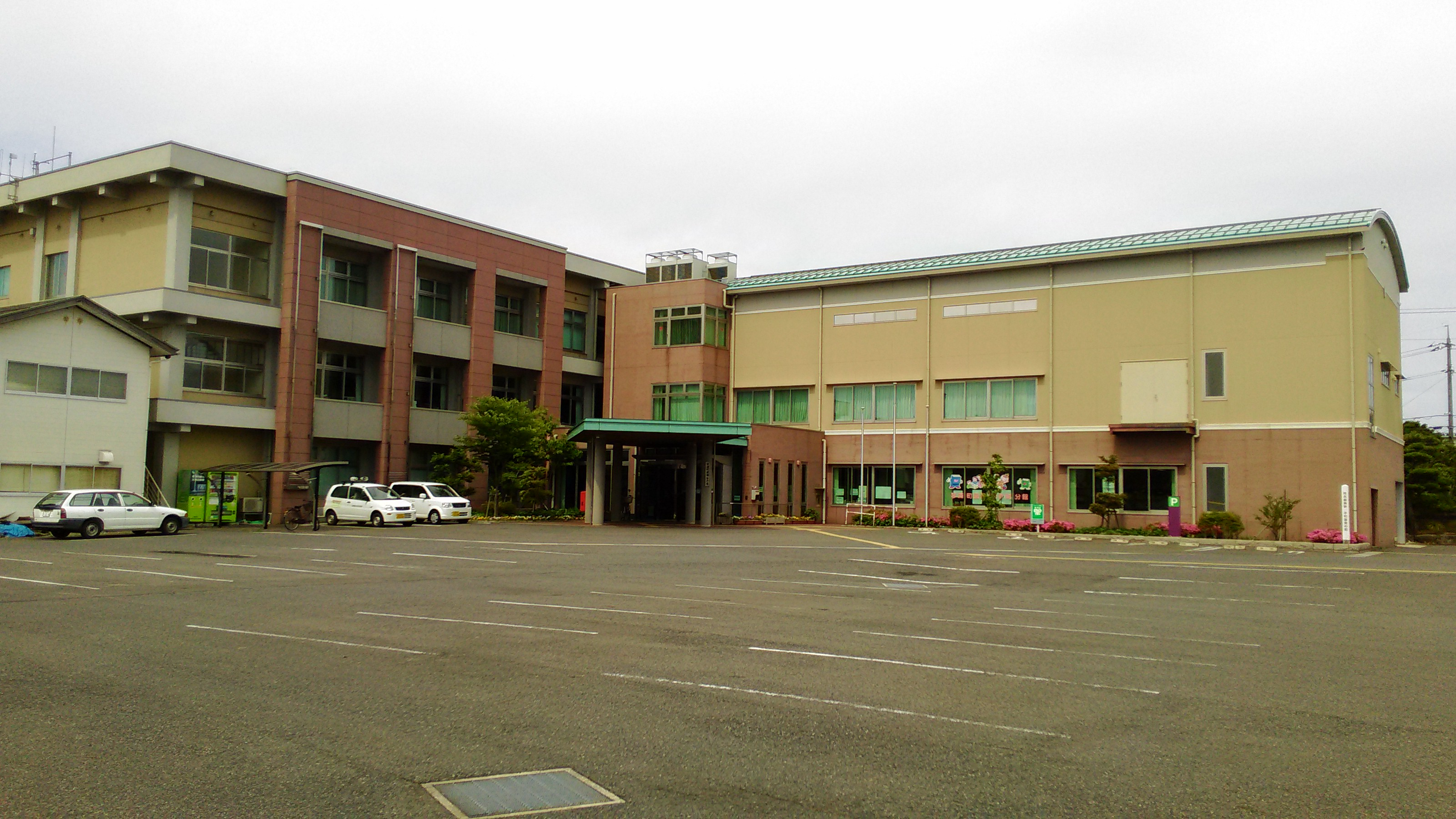
琴浦町役場分庁舎

琴浦町役場は本庁舎、分庁舎の2庁舎にて構成される。役場の各課は両庁舎に分けて配置されている。
- 本庁舎:〒689-2392 鳥取県東伯郡琴浦町大字徳万591番地2
  - 町長執務場所
  - 議会・議会事務局
  - 選挙管理委員会 等
- 分庁舎:〒689-2501 鳥取県東伯郡琴浦町大字赤碕1140番地1
  - 農林水産・商工観光・建設・水道
  - 農業委員会 等

### 警察
- 琴浦大山警察署

## 経済

### 名物・特産品
菓子
- ふろしきまんじゅう（土産菓子）
- 大風呂敷（土産菓子）- 梨蜜をかけて食べるきなこ餅[5][6][7]。

醸造業
- 日本酒（大谷酒造、江原酒造本店）
- 焼酎（大谷酒造）
- 醤油（杉川商店、桶谷醤油）

酪農業
- 白バラ牛乳（大山乳業農業協同組合）

農産物
- がぶりこ（スイカ）

## 地域

### 人口
| |                                        |  |
| 琴浦町と全国の年齢別人口分布（2005年） | 琴浦町の年齢・男女別人口分布（2005年） |  |
| ■紫色 ― 琴浦町 ■緑色 ― 日本全国 | ■青色 ― 男性 ■赤色 ― 女性              |  |
| 琴浦町（に相当する地域）の人口の推移 \| 1970年（昭和45年） \| 22,300人 \| \| \| 1975年（昭和50年） \| 22,030人 \| \| \| 1980年（昭和55年） \| 22,150人 \| \| \| 1985年（昭和60年） \| 22,326人 \| \| \| 1990年（平成2年） \| 21,736人 \| \| \| 1995年（平成7年） \| 21,184人 \| \| \| 2000年（平成12年） \| 20,442人 \| \| \| 2005年（平成17年） \| 19,499人 \| \| \| 2010年（平成22年） \| 18,531人 \| \| \| 2015年（平成27年） \| 17,416人 \| \| \| 2020年（令和2年） \| 16,365人 \| \| |                                        |  |
| 総務省統計局 国勢調査より |                                        |  |
| 1970年（昭和45年） | 22,300人                               |  |
| 1975年（昭和50年） | 22,030人                               |  |
| 1980年（昭和55年） | 22,150人                               |  |
| 1985年（昭和60年） | 22,326人                               |  |
| 1990年（平成2年） | 21,736人                               |  |
| 1995年（平成7年） | 21,184人                               |  |
| 2000年（平成12年） | 20,442人                               |  |
| 2005年（平成17年） | 19,499人                               |  |
| 2010年（平成22年） | 18,531人                               |  |
| 2015年（平成27年） | 17,416人                               |  |
| 2020年（令和2年） | 16,365人                               |  |

### 住所表記
2004年9月1日の合併により、琴浦町が発足した。このため、住所表記が以下の通り変更された。また、大字は表示する。鳥取県で、合併後も引き続き大字を表示するのは湯梨浜町と琴浦町のみである。
- 「東伯郡××町△△」→「東伯郡琴浦町△△」とする（従来通り「大字」は付ける）。

例
- 鳥取県東伯郡東伯町大字△△ → 鳥取県東伯郡琴浦町大字△△
- 鳥取県東伯郡赤碕町大字△△ → 鳥取県東伯郡琴浦町大字△△

### 教育
- 琴浦町立赤碕小学校
- 琴浦町立浦安小学校
- 琴浦町立聖郷小学校
- 琴浦町立船上小学校
- 琴浦町立八橋小学校
- 琴浦町立赤碕中学校
- 琴浦町立東伯中学校
- 鳥取県立琴の浦高等特別支援学校

## 交通

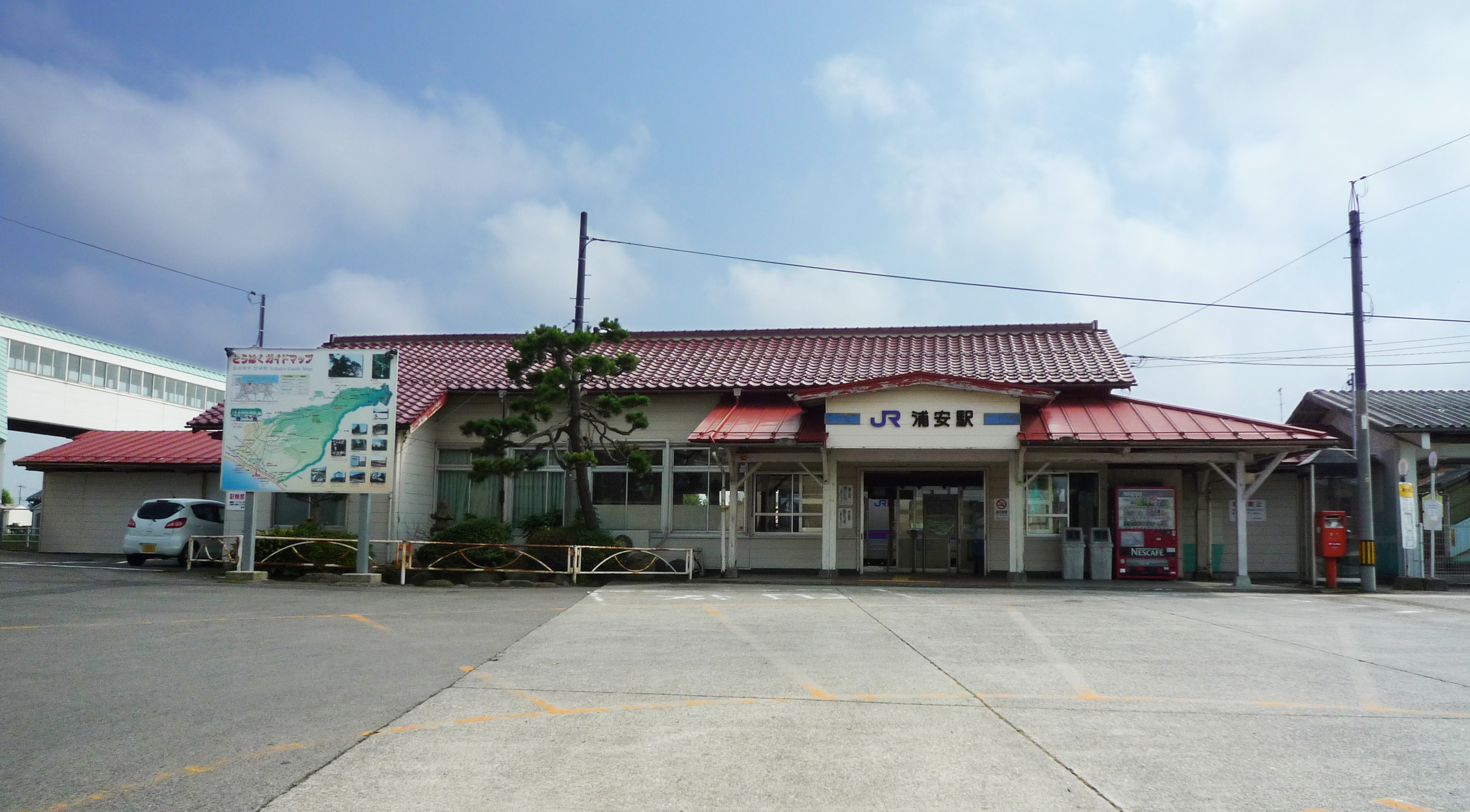
浦安駅

### 鉄道路線
- 西日本旅客鉄道（JR西日本）
  - 山陰本線：浦安駅 - 八橋駅 - 赤碕駅
- 中心となる駅：浦安駅

### バス路線
一般路線バス
- 日ノ丸自動車（日ノ丸バス）が幹線、琴浦町営バス（実際の運行は日ノ丸自動車に委託）が支線を運行している。
  - 幹線：倉吉～浦安～赤碕、運賃は対キロ区間制。
  - 支線：琴浦町営バス：ワンコインバス、運賃は100円均一。

### 道路
- 高速道路
  - 山陰自動車道：大栄東伯IC - 琴浦東IC - 琴浦PA - 琴浦船上山IC
- 一般国道
  - 町内を走る一般国道：国道9号
- 県道
  - 町内を走る県道
    - 鳥取県道30号赤碕大山線
    - 鳥取県道34号倉吉赤碕中山線
    - 鳥取県道44号東伯野添線
    - 鳥取県道50号東伯関金線
    - 鳥取県道151号倉吉東伯線
    - 鳥取県道168号浦安停車場線
    - 鳥取県道203号法万大栄線
    - 鳥取県道204号福永由良線
    - 鳥取県道213号八橋停車場線
    - 鳥取県道238号古長杉下線
    - 鳥取県道267号大栄赤碕線
    - 鳥取県道268号赤碕港線
    - 鳥取県道289号船上山赤碕線
    - 鳥取県道290号八橋宮木線
    - 鳥取県道320号羽合東伯線
    - 鳥取県道329号淀江琴浦線
    - 鳥取県道503号赤碕東郷自転車道線
- 町道
  - 町道（赤碕）252号赤碕駅南線 - 赤碕駅南の県道30号、県道289号となす交差点から赤碕駅前を通り琴浦大山警察署前まで。赤碕駅自由通路を含む[8][9][10]。

### 港湾

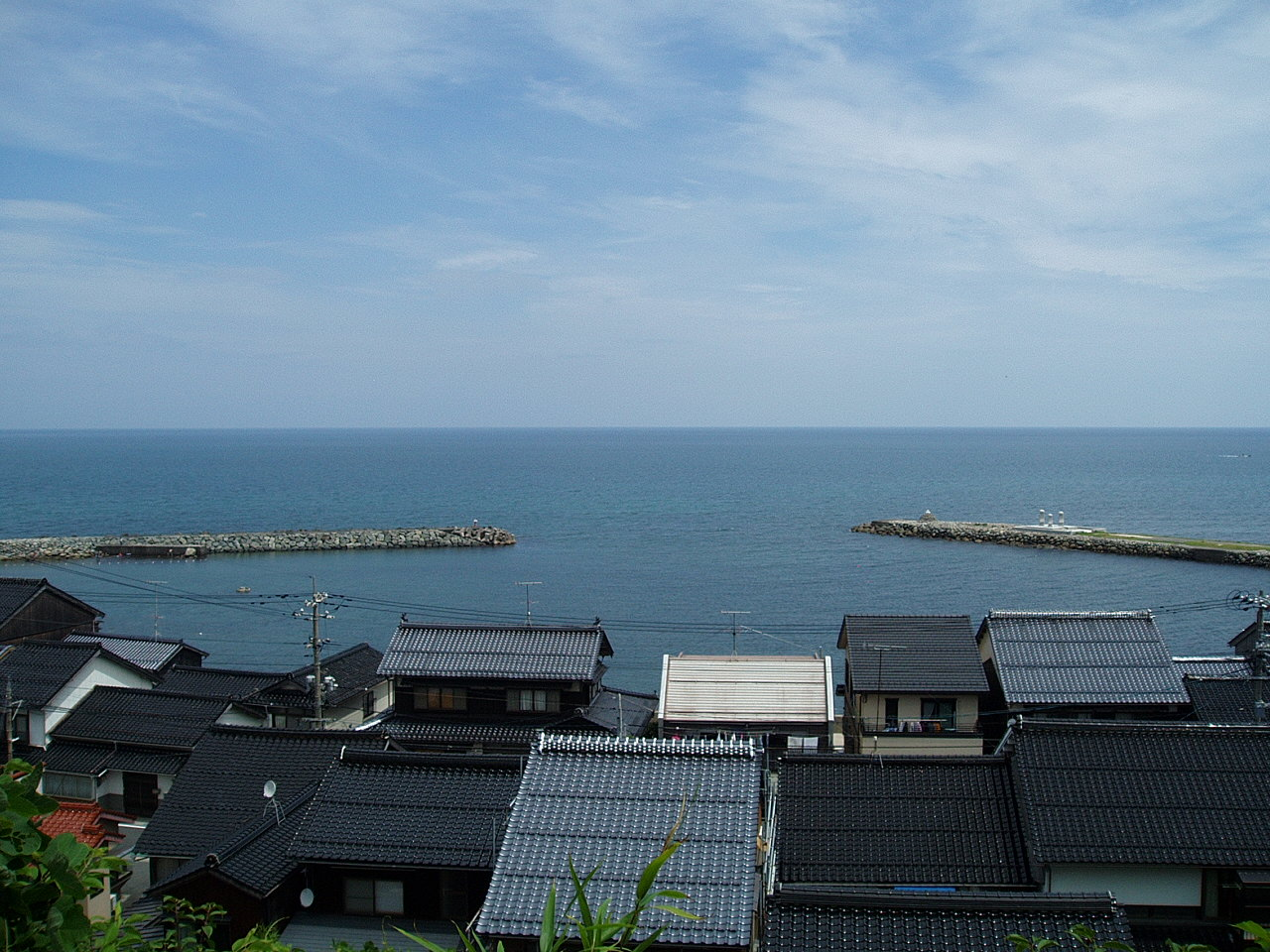
赤碕の菊港

- 赤碕港

## 情報通信

### 市外局番
市外局番は、0858（20～69）となっている。ただし、天気予報は0859-177である（市外局番0858の地域が鳥取県東部と中西部に複数存在するため）。
- 0858（20～69）エリア
  - 倉吉市・三朝町・湯梨浜町・琴浦町・北栄町・大山町（中山地区）
  - 東伯電話交換所管轄（49（0、5000番台）、52、53）
  - 東伯古長電話交換所管轄（49（4000番台）、57）
  - 赤碕電話交換所管轄（49（2、8000番台）、55）

### 郵便番号
郵便物の集配は、以下の郵便局が行っている。
- 東伯郵便局：689-23xx
- 赤碕郵便局：689-25xx

## 名所・旧跡・観光スポット・祭事・催事
- 鳴り石の浜[11][12][13]
- 八橋海水浴場
- 大山滝（日本の滝百選）
- 千丈滝 - 落差100メートルの2つの滝

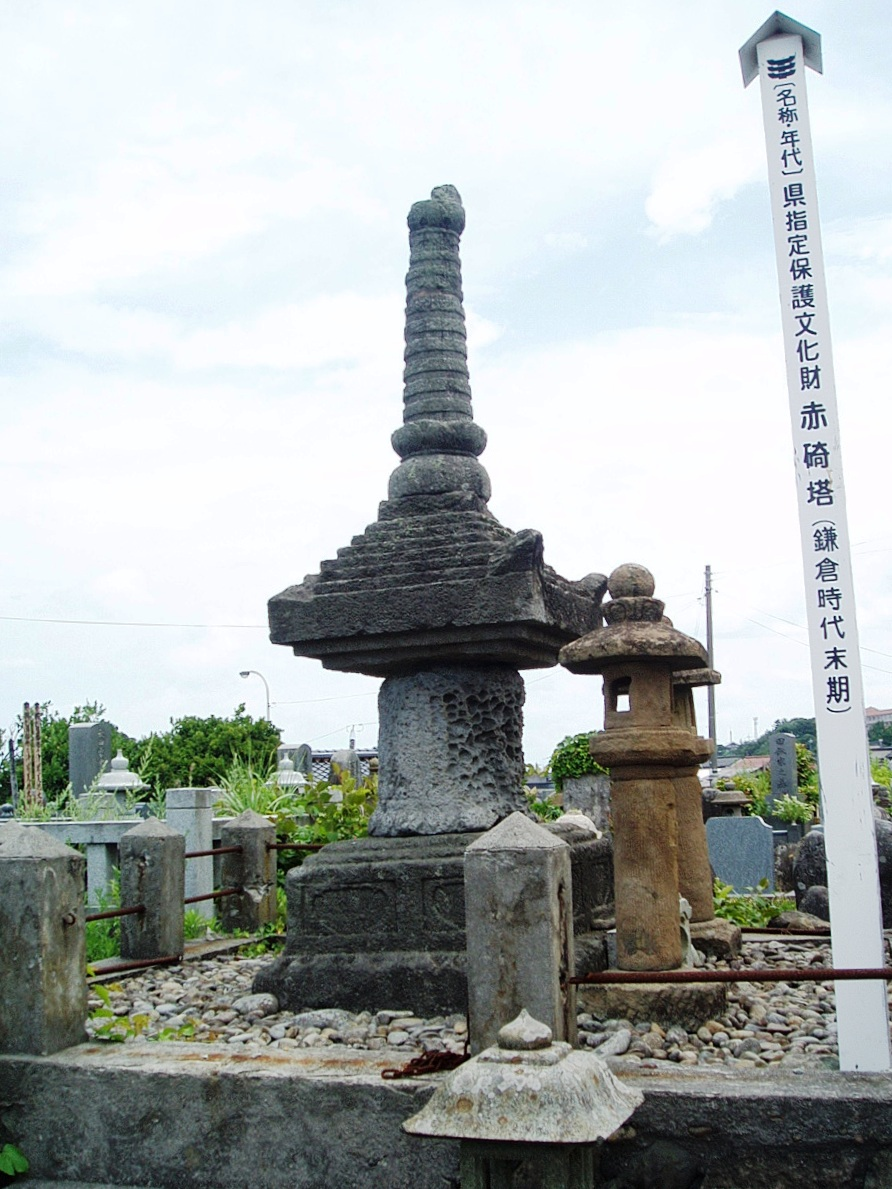
花見潟墓地内の「赤碕塔」

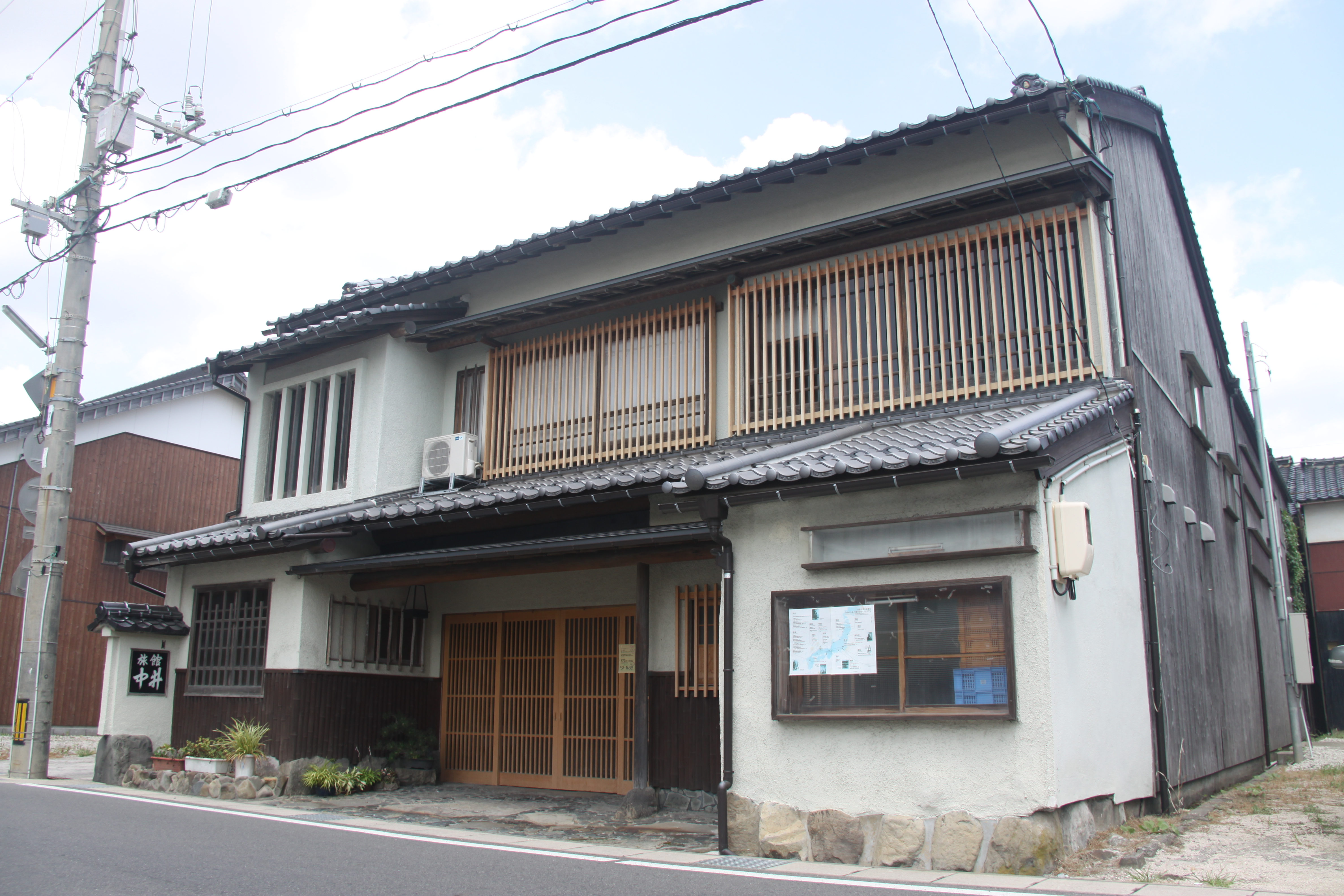
旧・中井旅館（2011年8月）

菊港の「波しぐれ三度笠」

- 伯耆の大シイ（新日本銘木百選・シイの木としては日本一の大きさ）
- 斎尾廃寺跡（国の特別史跡）
- 大高野官衙遺跡（国の史跡）
- 八橋城跡
- 神崎神社 （県指定保護文化財）
- 転法輪寺 - 国の登録有形文化財、空也上人像（県指定保護文化財）、大イチョウ（県指定天然記念物）
- 赤碕塔（県指定保護文化財）[14]
- 塩谷定好写真記念館（国の登録有形文化財）
- 河本家住宅 （鳥取県指定文化財）
- 槻下豪族館（町指定史跡）
- 旧・中井旅館（小泉八雲とセツが投宿。現在は地元の交流施設ならびにコスプレ撮影のスポットとして利用されている）[15][16][17]
- 菊港（きくみなと[18]）の東堤・西堤（土木学会選奨土木遺産）・波しぐれ三度笠（流政之による石像彫刻）[19]
- 道の駅ポート赤碕
- 船上山
  - 船上山さくら祭り（原則4月第4日曜日[20]）
- 花見潟墓地（西日本最大の海岸墓地）
- 日韓友好交流公園「風の丘」
- 波止のまつり(7月27日・7月28日)
- 白鳳祭(原則8月第1日曜日)

## 出身有名人
- 塩谷定好 - 写真家、琴浦町名誉町民
- 大杉久雄 - 編集者
- 川合清丸 - 思想家
- 小林繁 - 元、プロ野球選手（投手）、野球解説者。
- 川中香緖里 - アーチェリー選手（ロンドンオリンピック銅メダリスト）
- 盛山玲世 - 元陸上競技選手
- 河端朋之 - 競輪選手。旧東伯町出身。
- 川上義博 - 政治家
- ヒロシ・ヤング - パチスロライター
- くらやん - 構成作家

井勝めぐみ-歌手 paix2(ぺぺ)のメンバー

## 琴浦町にゆかりのある作品
- 琴浦さん - ヒロインの名前の由来が縁で本町とタイアップを行う漫画作品[21][22]。2013年12月より本町のデザインナンバープレートの絵柄にも採用される。

## 漂着朝鮮人の救助
日韓友好交流公園「風の丘」は1819年赤碕沖に朝鮮商船が漂着し、漂着民を鳥取の人々が手厚くもてなしたエピソードを記念して赤碕町が3億9000万円の事業費をかけて建設した。
説明碑には元々「日本海」と韓国が主張する日本海の呼称「東海」の両方の名称があったが、当時の田中満雄町長が2007年3月に町外の鳥取県民からの批判を受けて「東海」の文字を削除したところ、在日本大韓民国民団等から抗議を受ける事態になった。また、記念碑の推進をした中井勲元町長は、町民でないものの意志によってこのような改変が行われたこと等に対して公開質問状を出した。町は抗議を受け、どちらも表記しないという方向で決着を図ろうと試みたが、今度はこの対応に対して全国から批判の声が殺到した。町は外務省に判断を仰ぎ、「日本海」を現状どおり単独表記することに決定した。詳細は日本海呼称問題参照。